# 叶尼塞人
葉尼塞人（英語：Yeniseian people），又稱葉尼塞民族，是自古代至現代，居住在西伯利亞地區，使用叶尼塞语系的人，現今只有凯特人與尤格人存在。居住在葉尼塞河流域，因此得名。根據2021年的人口統計，在俄國只剩下1,088位凱特人，以及7位尤格人。
葉尼塞人可能起源自薩彥嶺以及貝加爾湖地區。